# Halocynthia dumosa
Halocynthia dumosa är en sjöpungsart som först beskrevs av William Stimpson 1855.  Halocynthia dumosa ingår i släktet Halocynthia och familjen lädermantlade sjöpungar. Inga underarter finns listade i Catalogue of Life.